# Imam-Ali-Moschee (Kopenhagen)
Die Imam-Ali-Moschee (dänisch Imam Ali Moske, arabisch حرم الإمام علي Haram al-Imam Ali) ist eine Moschee im Kopenhagener Stadtteil Bispebjerg. Sie ist benannt nach dem im Jahr 661 ermordeten, arabischen Kalifen ʿAlī ibn Abī Tālib, dem Schwiegersohn und Vetter des Religionsstifters Mohammed.
Zu dem Bauwerk gehören zwei 36 Meter hohe Minarette, die bebaute Fläche beträgt 2100 m². Die Moschee kann über 1500 Personen aufnehmen.